# Донской 3-й казачий полк
3-й Донской казачий атамана Ермака Тимофеева полк

## Ранние формирования полка
3-й Донской казачий полк являлся прямым наследником Донского казачьего Ханженкова полка, который был сформирован в 1804 году и в 1805 году принимал участие в походе в Австрию против французов. По окончании Наполеоновских войн этот полк был распущен на льготу.
Впервые Донской казачий полк под № 3 был сформирован 26 мая 1835 года на основании нового положения о Донском казачьем войске. Периодически этот полк созывался в строй и распускался на льготу, также менялся его текущий номер (в зависимости от свободного номера полка при созыве). Кроме номера в названии полка также положено было означать и имя его текущего командира.
Полк этот долгое время находился на Кавказе и принимал участие в походах против горцев. В кампании 1853—1856 годов полк находился в отряде войск, назначенных для обороны побережья Балтийского моря от возможной высадки англо-французского десанта. В 1863—1864 годах Донской казачий № 3-го полк находился в Польше и принимал участие в подавлении восстания поляков.

## Окончательное формирование полка
В 1872 году с Дона на внешнюю службу был вызван очередной Донской казачий № 32 полк и 27 июня 1875 года он был назван Донской казачий № 3-го полк. С этих пор полк оставался первоочередным и более на льготу не распускался.
В 1877—1878 годах полк был полностью мобилизован, однако в сражениях против турок участия не принимал.
С 24 мая 1894 года полк именовался как 3-й Донской казачий полк. 26 августа 1904 года вечным шефом полка был назван атаман Ермак Тимофеев и его имя было присоединено к имени полка.
В 1914—1917 годах полк принимал участие в Первой мировой войне.

## Знаки отличия полка
- Полковое Георгиевское знамя с надписями «За подвиг при Шенграбене 4-го ноября 1805 года в сражении 5-ти тысячного корпуса с неприятелем, состоявшим из 30-ти тысяч» и «1570—1907» и Александровской юбилейной лентой, пожалованное 9 августа 1908 года, первое отличие унаследованно от Донского казачьего Ханженкова полка (первоначально знамя с этой надписью было пожаловано 13 июля 1806 года).
- Одиночные белевые петлицы на воротнике и обшлагах нижних чинов, пожалованные 6 декабря 1908 года.

## Командиры полка
- ? — 1857 — полковник (с 19.02.1854 генерал-майор) Юдин, Андрей Дмитриевич
- 11.06.1869 — 08.05.1871 — подполковник (с 26.02.1871 полковник) Жеребков, Алексей Герасимович
- 11.09.1882 — 15.06.1886 — полковник Пономарёв, Хрисанф Васильевич

* 01.07.1887 - 26.10.1890 полковник Н.М.Ягодин
- 05.12.1890 - 14.01.1895 полковник ( с 11.1894  генерал-майор) Греков Аркадий Иванович
- 14.01.1895 - 18.05.1897 полковник М.А.Исаев
- 18.05.1897 - 16.11.1898 полковник В.С.Чеботарев[источник не указан 2849 дней]
- 29.11.1898 — 18.09.1902 — полковник Широков, Иван Захарович
- 15.11.1902 — 27.03.1906 — полковник Кононов, Владимир Михайлович
- 18.04.1906 — 17.04.1910 — полковник Каменнов, Иван Иванович
- 17.04.1910 — 19.04.1912 — полковник Жидков, Иван Тимофеевич
- 09.05.1912 — 16.08.1914 — полковник Кочетов, Евгений Васильевич
- 16.08.1914 - 22.04.1915 - полковник Хопрянинов, Харлампий Иванович
- 09.05.1915 — 20.12.1916 — полковник Разгонов, Александр Константинович
- 27.02.1917 - 03.03.1917 - полковник Ф.И.Балабин
- 22.05.1917 - полковник И.И.Греков

## Известные люди, служившие в полку
- Крючков, Козьма Фирсович (1890—1919) — герой Первой мировой войны.